# Iosif Arieșan
Iosif Arieșan (n. 1865, Certege – d. 1926, Certege) a fost preot și deputat în Marea Adunare Națională de la Alba Iulia, organismul legislativ reprezentativ al „tuturor românilor din Transilvania, Banat și Țara Ungurească”, cel care a adoptat hotărârea privind Unirea Transilvaniei cu România, la 1 decembrie 1918.

## Biografie
Iosif Arieșan a studiat la Școala normală de învățători și teologia la Sibiu, devenind preot în Certege, județul Alba.

## Activitate politică

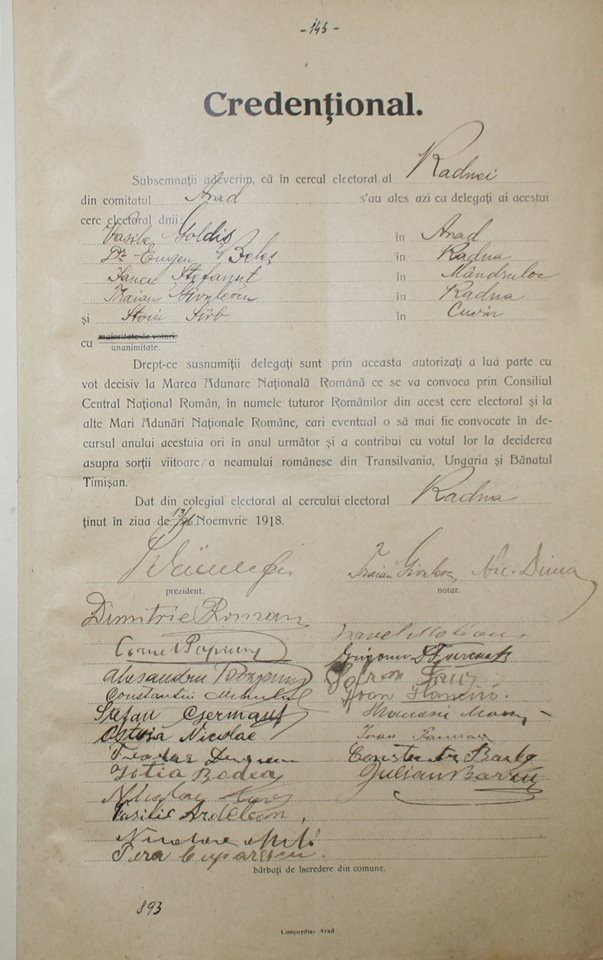
Credențional

Ca preot în Certege a desfășurat o activitate în plan național. Drept urmare, a fost ales și trimis ca delegat al Reuniunii Învățătorilor din Roșia Montană la Marea Adunare Națională de la Alba Iulia din 1918.

## Recunoașteri
După Marea Unire din 1918 Iosif Arieșan  a fost decorat cu ordinul "Steaua României", în grad de cavaler.